# Edward Denison Ross

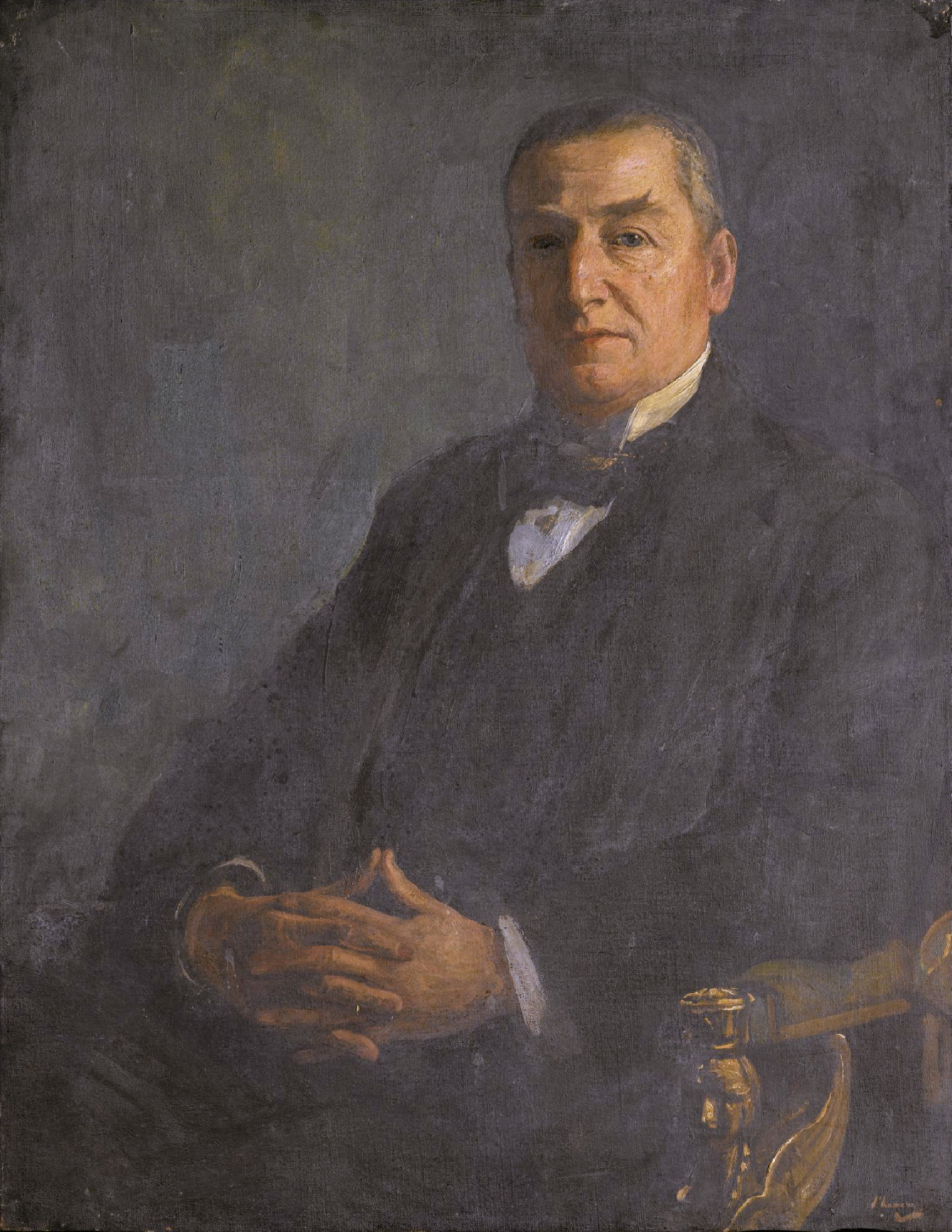
Sir E. Denison Ross (John Lavery, 1922)

Sir Edward Denison Ross (* 6. Juni 1871 in London; † 23. September 1940 in Istanbul) war ein britischer Orientalist und Linguist.

## Leben und Werk

### Herkunft und Ausbildung
E. Denison Ross entstammte einer Pfarrersfamilie. Nach einem Studium am University College London und in Paris promovierte Ross 1895 mit einer Arbeit über den Gründer der Safavidendynastie des Iran, Shah Ismail I., zum Dr. phil. an der Universität Straßburg und wurde 1896 Professor für Persisch am University College in London, von wo aus er ausgedehnte Reisen durch Zentralasien und Persien unternahm.

### 1901–1914 Indien

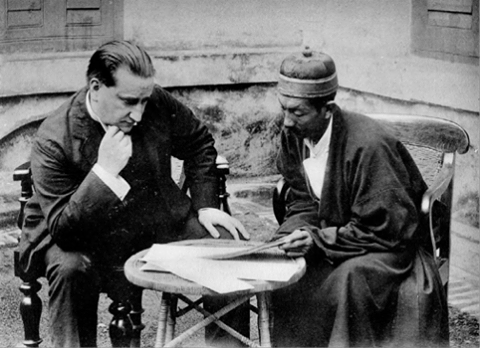
Denison Ross und Lama Lobzang beim Tibetischstudium, wahrscheinlich Darjeeling, um 1907

Im Jahr 1901 folgte Ross einer Berufung als Principal (Direktor) des Madrasah Muslim College in der damaligen Hauptstadt Britisch-Indiens, Calcutta (Kolkata), wo er im engen Kontakt und Austausch mit den muslimischen Lehrern die Sichtweise der Muslime Indiens kennenlernte.
1911 übernahm Ross zusätzlich den Posten eines hohen Beamten im Bildungsministerium (Assistant Secretary im Department of Education). In dieser Eigenschaft bereitete er u. a. die Erschließung der bedeutenden persischen und arabischen Handschriftenbestände der Khuda-Bakhsh-Bibliothek in Patna vor. Beim Government of India führte er die als Officer in Charge of Records zudem die offiziellen Regierungsaufzeichnungen. Ross war Fellow der Calcutta University und aktives Mitglied der Asiatic Society of Bengal und beschränkte sich dabei nicht auf Islamstudien, sondern eignete sich nach und nach Kenntnisse des Sanskrit, des Chinesischen und des Tibetischen an. In Anerkennung seiner Verdienste wurde Ross 1912 zum Companion des Order of the Indian Empire (CIE) ernannt.

### 1914–1939 London
1914 kehrte Ross nach England zurück und wurde First Assistant im Britischen Museum, wo er die vorwiegend aus Zentralasien stammenden Sammlungen des österreichisch-britischen Asienforschers Sir Aurel Stein (1862–1943) katalogisierte. Während des Ersten Weltkrieges war Ross bei der Zensurbehörde und dem Militärischen Nachrichtendienst tätig, wo er zum Zweck der Postzensur Wörterbücher in etwa zwanzig verschiedenen Sprachen erarbeitete.
1916 wurde Ross wegen seiner ungewöhnlich breiten Sprachkenntnisse sowie seines Lehr- und Organisationstalents der erste Direktor der neu gegründeten School of Oriental Studies an der University of London (seit 1938 School of Oriental and African Studies, abgekürzt SOAS) – ein Posten, den er bis 1937 ausfüllte; gleichzeitig unterrichtet er dort als Professor für Persisch. Aufgrund seiner Verdienste wurde er 1918 zum Knight Bachelor („Sir“) geschlagen.
Zusammen mit der Historikerin Eileen Power (1889–1940) gab Ross seit 1926 die Buchreihe The Broadway Travellers heraus, die frühe europäische Reiseberichte in kommentierten Ausgaben einem breiteren Publikum in englischer Übersetzung zugänglich machte und zu der er auch eigene Arbeiten beitrug. In den letzten Lebensjahren unternahm er zahlreiche Vortrags- und Kongressreisen, darunter zweimal in die Vereinigten Staaten.

### 1939–1940 Istanbul
Während des Zweiten Weltkrieges war Ross wiederum – seit 1939 als Leiter des britischen Informationsbüros in Istanbul – nachrichtendienstlich tätig, wo er (nur wenige Monate nach seiner Frau) im Jahr 1940 verstarb. Sein Grab liegt auf dem Haidar Pasha Cemetery, Istanbul.

## Persönlichkeit, Ehe
Ross soll 49 Sprachen beherrscht haben, davon 30 als aktiver Sprecher.
Seit 1904 war er mit (Lady) Dora Robinson (1869–16. April 1940) verheiratet. Die Ehe blieb kinderlos. Dora Ross stammte aus Hull und war eine ausgezeichnete Pianistin; die Hochzeit selbst fand während eines Urlaubs in Venedig statt. Mit seiner Frau teilte Ross die Liebe zur Musik.
Ross galt als Persönlichkeit von „überschäumender Präsenz“, „enormer Lebensfreude“ und mit der „Fähigkeit zu harter Arbeit“., der die von ihm geleitete Institution der SOAS bei rapidem personellem und räumlichem Wachstum zu einer der führenden asienwissenschaftlichen Lehr- und Ausbildungseinrichtungen machte.

## Werke
- The Broadway travellers. 26 Bände. Routledge, London 1926-1931. Neudruck 2005 Titelanzeige bei Routledge
- Both Ends Of The Candle. Foreword by Laurence Binyon. Faber, London 1943 - Postum erschienene Autobiographie